# Krasnosnamenka (Nowosibirsk)
Krasnosnamenka (russisch Краснознаменка) ist Dorf in der westsibirischen Oblast Nowosibirsk (Russland). Das etwa 25 km nördlich der Kleinstadt Bolotnoje gelegene Dorf war früher vorwiegend von Russlanddeutschen bewohnt.

## Geographie
Das Dorf liegt im südöstlichen Teil der Westsibirischen Tieflandes, gut 100 km Luftlinie nordöstlich von Nowosibirsk im äußersten Nordosten der Oblast. Es ist heute Ortsteil der knapp 5 km südwestlich gelegenen ländlichen Siedlung Warlamowo und gehört mit dieser zum Rajon Bolotnoje.

## Geschichte
Aus dem Gebiet der heutigen Ukraine in das damalige Gouvernement Tomsk umgesiedelte Deutsche (Wolhyniendeutsche) ließen sich um 1900 in den Wäldern um das spätere Dorf nieder. Die von ihnen besiedelten Hofstellen wurden um 1933 zusammengelegt, um ein Dorf namens „Rote Fahne“ (auch als Sibiriendeutsche genannt) zu bilden. Die Bewohner mussten ihre bisherigen Häuser verlassen und auf den zugeteilten Grundstücken neue Häuser aufbauen.

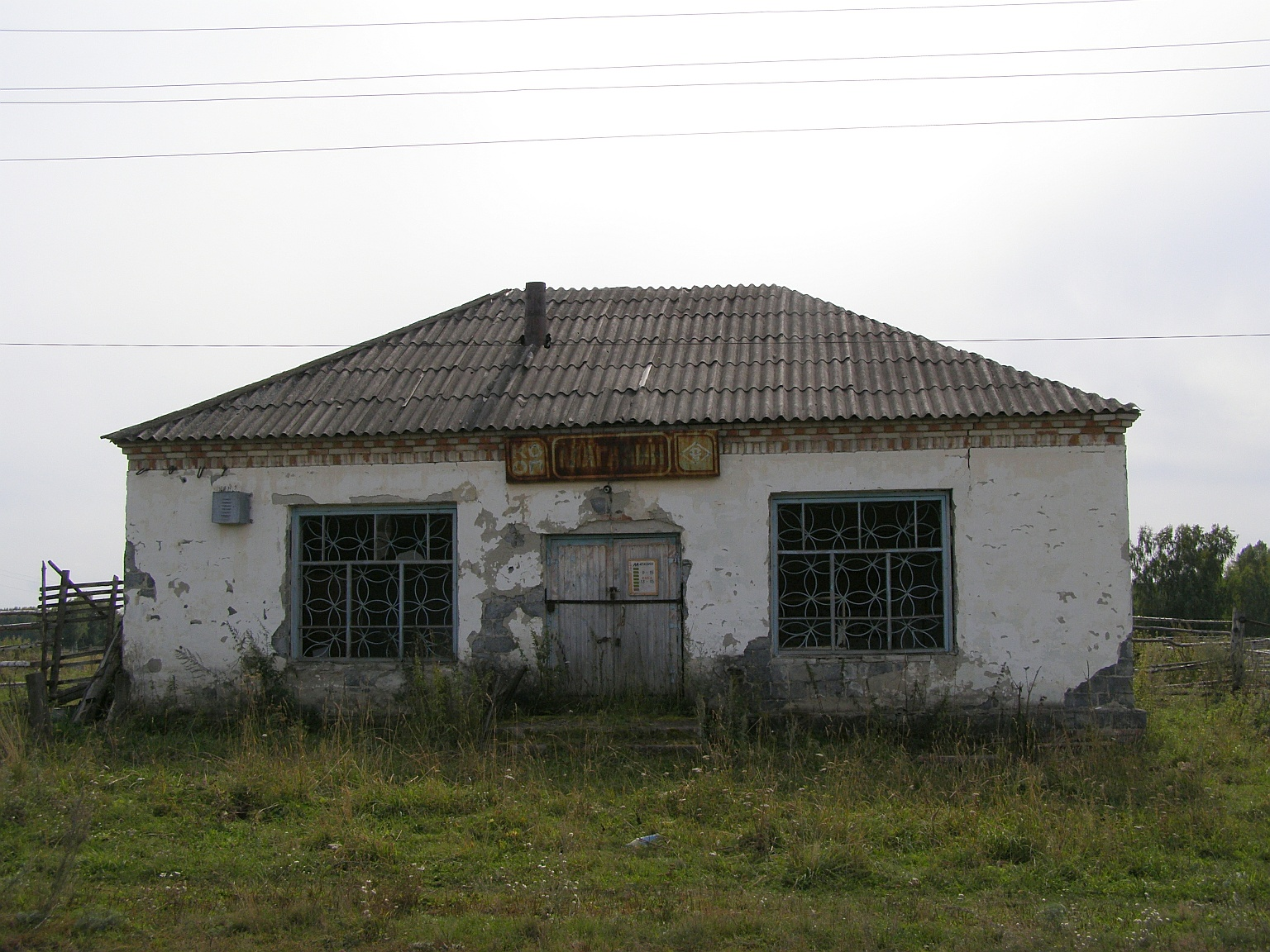
Der ehemalige Laden (Zustand 2008)

Das Dorf umfasste etwa 80 Häuser. Zu jedem Hof gehörte ein Grundstück für Gemüseanbau und Haltung von Rindern, Schweinen und Hühnern von 5.000 bis 7.000 m² Größe. Das Dorf hatte eine eigene Rinder-, Schweine-, Hühner- und Pferdezucht. Im Umkreis von 5 Kilometern gab es eine Reihe von Dämme, die dem Auffangen von Schneeschmelzwasser und der Wasserbevorratung dienten. An diesen Gewässern wurde das Vieh getränkt, Wildvögeln und -tieren ein Lebensraum geschaffen und nebenbei Fischzucht betrieben. Es waren ein Laden und ein Jugendtrefflokal vorhanden.
In den 1950er-Jahren wurde der Ortsname ins Russische übersetzt (von russisch Krasnoje snamja für Rote Fahne). Schweine- und Hühnerställe wurden in den 1970er-Jahren geschlossen. Bis ca. 1985 gab es eine Grundschule. In den 1990er-Jahren wanderten viele Deutsche nach Deutschland aus und verkauften ihre Häuser. Zurzeit werden die (Block-)Häuser von der russischen Bevölkerung zerlegt und anderenorts wiederverwendet oder als Ferienhäuser genutzt.